# Arabische thargeit
De Arabische thargeit (Arabitragus jayakari) is een holhoornige uit de droge gebieden van Oman (bijvoorbeeld het Hadjargebergte) en de Verenigde Arabische Emiraten. Door overbejaging zijn er nog slechts ongeveer 2000 exemplaren over.

## Kenmerken
Zij is donkerbruin van kleur.

## Verwantschap
Tot 2005 werd zij tot het geslacht Hemitragus gerekend, maar het genetische onderzoek van Ropiquet & Hassanin (2005) heeft aangetoond dat zij nauwer verwant is aan het manenschaap (Ammotragus lervia) dan aan de andere soorten van het geslacht Hemitragus, zodat zij verplaatst is naar het aparte geslacht Arabitragus.